# Synagoge (Miltenberg)

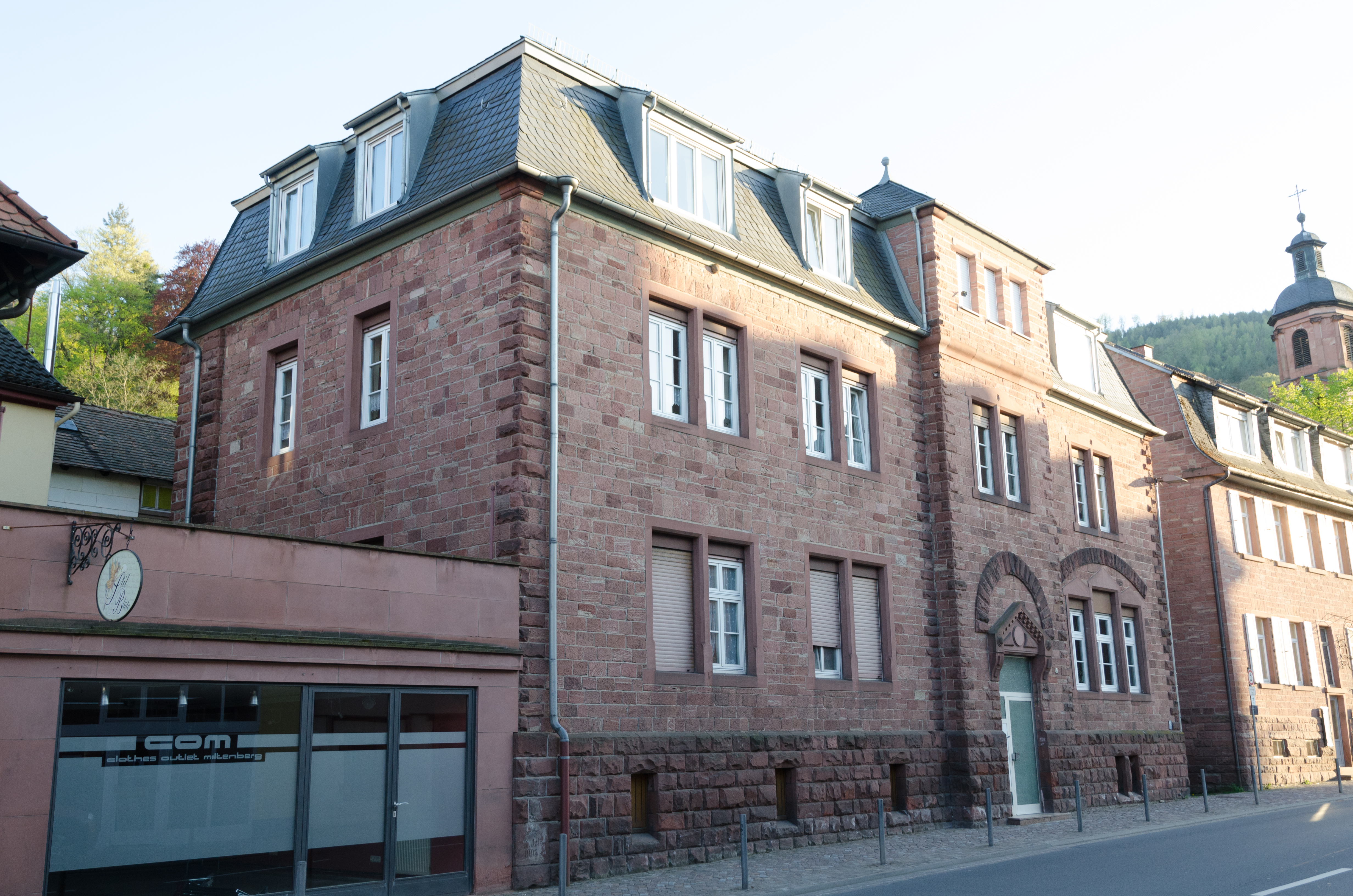
Heutiges Aussehen der ehemaligen Synagoge

Die Synagoge in Miltenberg, der Kreisstadt des gleichnamigen Landkreises im Regierungsbezirk Unterfranken in Bayern, wurde 1903/04 errichtet. Die profanierte Synagoge an der Mainstraße 57 ist ein geschütztes Baudenkmal.

## Geschichte
Die Pläne für den Neubau einer Synagoge, nun dritte in der Geschichte der jüdischen Gemeinde Miltenberg, gehen bis in die 1880er Jahre zurück. 1889 wurde ein Synagogen- und Schulhausbau-Verein gegründet, Wilhelm Klingenstein wurde einer der Spender. Mit der Planung zum Neubau einer Synagoge wurde 1902 Stadtbaumeister Ludwig Frosch beauftragt. Das Bauvorhaben wurde im März 1903 genehmigt. Einen Monat später begannen die Bauarbeiten, mussten aber wegen abweichender Ausführung eingestellt werden. Ludwig Hofmann (1862–1933) aus Herborn, der bereits 1896/97 die evangelische Kirche, das Schulhaus und die Villa Gustav Jacob erstellt hatte, wurde als Co-Architekt eingesetzt. Seine Umplanung wurde genehmigt und ab 17. Juni 1903 konnte weiter gebaut werden. Die Grundsteinlegung fand am Vortage statt. Bauleiter war – wie zuvor – Stadtbaumeister Ludwig Frosch. Am 26. August 1904 waren die Bauarbeiten abgeschlossen und die Einweihungsfeierlichkeiten fanden vom 26. bis 28. August 1904 statt.

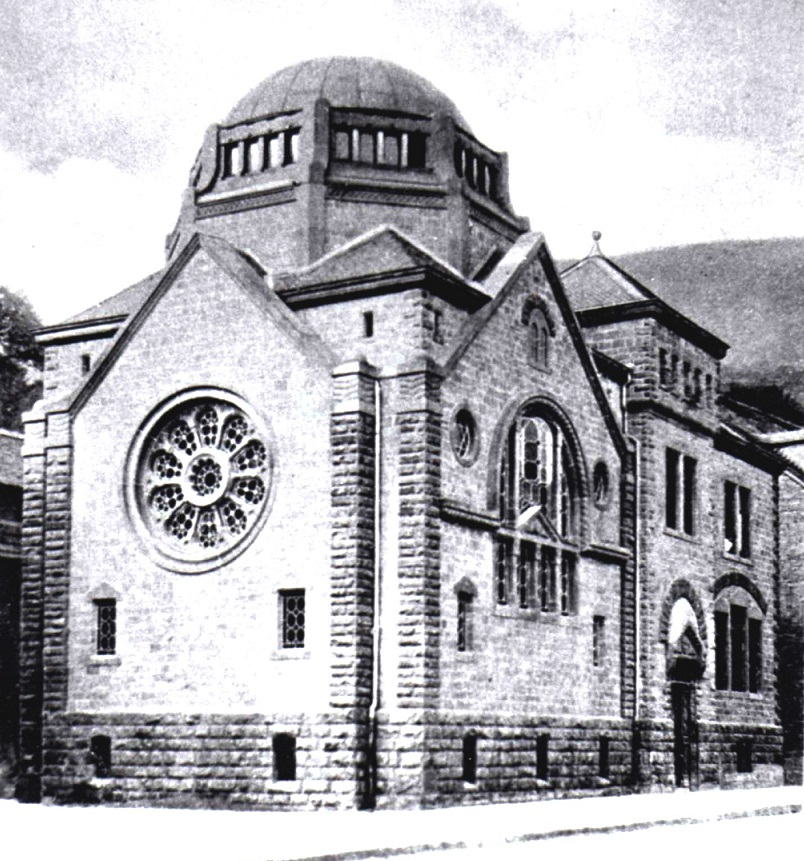
Die Neue Synagoge im Jahre 1904

 Das Aussehen der Synagoge im Jahr 1910 wurde wie folgt beschrieben: „Der Neubau… teilt sich in einen hohen Kuppelbau, welcher einen geräumigen Tempel mit Empore für Frauen darbietet und nebenan in ein zweistöckiges Schulgebäude, in dessen Parterreräumen ein Schulzimmer mit Nebengelass, im ersten Stock eine schöne Dienstwohnung mit drei Zimmern nebst Küche und Kammer für den Lehrer vorhanden sind. In dem mit Holzmagazin und Waschküche versehenen Unterraum, in welchem sich auch der ehemalige Fischerbrunnen befindet, ist zugleich Vorkehrung getroffen, um Bedarfsfall vielleicht später ein rituelles Bad einrichten zu können“.

## Beschreibung
Der zweigeschossige Sandsteinquaderbau mit Mansardwalmdach und überhöhtem Mittelrisalit mit flachem Pyramidendach wurde im Stil des Historismus ausgeführt. Der
überkuppelte Sakralraum wurde bis auf den Kellersockel während der Novemberpogrome 1938 zerstört. In den folgenden Jahren wurde das Gebäude zu Bürozwecken wiederaufgebaut und als Landpolizei, Arbeitsamt u. a. genutzt. Nach dem Verkauf an einen Privatmann im Jahr 1967 wurde die ehemalige Synagoge für Wohnzwecke umgebaut.